# Chogyal Dago Rigdzin
Chogyal Dago Rigdzin est un juriste bhoutanais, juge en chef de la Cour suprême du Bhoutan depuis 2020. 
Le 1er novembre 2023, il est nommé conseiller en chef (en)et duc par le roi pour exercer les fonctions de Premier ministre par intérim, et duc à la suite le la dissolution de l'Assemblée nationale en vue des élections législatives.